# Club athlétique bizertin (handball)
Le Club athlétique bizertin est un club tunisien de handball qui a vu le jour en 1928.